# Xylariopsis fulvonotata
Xylariopsis fulvonotata är en skalbaggsart som först beskrevs av Maurice Pic 1928.  Xylariopsis fulvonotata ingår i släktet Xylariopsis och familjen långhorningar. Inga underarter finns listade i Catalogue of Life.